# Виктор Лустиг
Виктор Лустиг (Хостине, 4. јануар 1890 –  Спрингфилд, 11. март 1947) био је преварант из Аустро-Угарске и највећи и најпознатији светски преварант 20. века.

## Биографија
Рођен је 1890. године у Хостину у Бохемији, у Аустро-Угарској царевини, у породици немачких Јевреја. Са 19 година, док је правио паузу од студија у Паризу, Лустиг је почео да се коцка. У то време добио је ожиљак на левој страни лица, од љубоморног момка жене са којом sе дружио. По завршетку школовања, Лустиг је применио и своје образовање и своје течно познавање неколико језика у упуштању у криминални живот, на крају се фокусирајући се на разне преваре које су му обезбеђивале имовину и новац, искалиле у професионалног преваранта.
Многе од Лустигових почетних превара биле су почињене на океанским бродовима који су пловили од атлантских лука Француске до Њујорка међу преварама које је извео на богатим путницима укључивао је и ону у којој се представљао као музички продуцент који је тражио улагање у непостојећу бродвејску продукцију. Када су услуге трансатлантских бродова обустављене након Првог светског рата, Лустиг се нашао у потрази за новом територијом на којој би могао да зарађује, и отпутовао је у САД. У то време је почео да зарађује на срамоти разних агенција за спровођење закона, због превара које је починио, укључујући и ону коју је извео 1922. године у којој је преварио банку да му да новац за део обвезница које је нудио за одузету имовину, само да би искористио лукавство да побегне и са новцем и са обвезницама.
1925. године Лустиг се вратио у Француску. Док је боравио у Паризу, случајно је наишао на новински чланак у којем се расправљало о проблемима са којима се суочава одржавање Ајфелове куле, што му је дало инспирацију за нову превару. У то време, споменик је почео да пропада, а граду је постајало све теже да га одржава и префарбава. У делу чланка је успутно коментарисано да ће целокупно јавно мњење о споменику кренути ка позивима за његово уклањање, што је био кључ за убеђивање Лустига да би његово коришћење као део његове следеће преваре било уносно. Након што је истражио шта му је све било потребно што би му искористило од информација из чланка, Лустиг је почео да припрема превару, која је укључивала унајмљивање фалсификатора да за њега произведе лажну државну канцеларију. Када је био спреман, Лустиг је позвао малу групу скупљача старог метала на поверљиви састанак у скупом хотелу, након чега им се представио као заменик генералног директора Министарства поште и телеграфа. На састанку је убедио људе да одржавање Ајфеловог торња постаје превише за Париз и да француска влада жели да га прода у отпад, али да због тога што би такав договор био контроверзан и вероватно изазвао негодовање јавности, ништа не може бити обелодањено док се не размисли о свим детаљима. Лустиг је открио да је он био задужен за избор власника који ће добити власништво над структуром, тврдећи да је група пажљиво бирана због њихове репутације као поштених бизнисмена. Његов говор је укључивао истински увид у место споменика у граду и како се не уклапа у друге велике градске споменике као што су готичке катедрале или Тријумфална капија.
Током те акције, Лустиг је посматрао ко ће највероватније пасти на његову превару и нашао је жртву у Андреу Поасону — несигурном човеку који је желео да се уздигне у унутрашње кругове париске пословне заједнице. Пошто је Поасон показао највеће интересовање за куповину споменика, Лустиг је одлучио да се фокусира на њега када му интересанти пошаљу своје понуде. Организујући приватан састанак са Поасоном, Лустиг га је убедио да је подмитљив званичник, тврдећи да му положај у влади не даје издашну плату за начин живота који живи и у којем је желео да ужива. Верујући да ће му продаја Ајфелове куле обезбедити место међу врхунским бизнисменима, Поасон је пристао да плати велики мито како би обезбедио власништво над Ајфеловом кулом. Међутим, када је Лустиг примио мито и средства за „продају“ споменика (око 70.000 франака), убрзо је побегао у Аустрију. Лустиг је сумњао да би се Поасон, када би сазнао да је преварен, постидео да обавести француску полицију, јер је био чувенији пословни човек, али је упркос томе уверењу наставио да проверава новине док је био у Аустрији. Његове сумње су се убрзо показале тачнима када на њиховим страницама није могао да пронађе референцу на своју превару, па је одлучио да се врати у Париз касније те године да понови ту игру. Међутим, када је Лустиг покушао да превари другу групу купаца, полиција је обавештена о превари и он је побегао у САД да би избегао хапшење. Превару веома сличну овој његовој извео је Артур Фергусон (1883–1938), шкотски глумац из Велике Британије, који је једном човеку, Американцу, продао Нелсонов стуб.
Једна од Лустигових најчувенијих превара, поред продаје Ајфелове куле је продаја кутије за коју је тврдио да је машина за фалсификовање новца, у који би биле убачене новчанице у њу, а једина мана је што је уређају било потребно шест сати да одштампа једну идентичну копију. Знана кутија за новац је представљала посебно дизајнирану кутију од махагонија, отприлике величине пртљажника пароброда. Дизајн кутије је садржао два мала отвора дизајнирана за стављање новчаница и папира за „штампање” дупликата, и одељак који садржи лажни распоред полуга и механизама који су морали да се „управљају” да би се направили дупликати. Да би уверио потенцијалне муштерије да заиста функционише, Лустиг би их замолио да му дају конкретан апоен новчанице (нпр. 100 долара), уметну је у свој уређај заједно са папиром, а затим сачекају са њим док се не направи дупликат. Када је то било, Лустиг би однео жиг са собом у банку да потврди аутентичност новчанице. У стварности, купац не би био свестан чињенице да је Лустиг сакрио праву белешку у уређају; на избор деноминације утицало је оно што је претходно стављено у кутију. Када би се муштерија уверила, Лустиг би одбио да им прода кутију све док му не понуде високу цену за њу. Пре него што би продао кутију, Лустиг би спаковао у кутију додатним оригиналним папирима и новчаницама, како би себи купио време да побегне, пре него што његова муштерија схвати да је преварена.
Када је наступила Велика депресија, 1929. године, Лустиг је смислио ризичну превару на рачун Ал Капонеа, знајући да ће се суочити са сигурном смрћу ако Капоне буде схватио да је преварен. Ово није била директна превара, већ дизајнирана да натера његову мету да се растане са релативно малом количином новца. Лустиг је тражио од Капонеа да уложи 50.000 долара у његов тобоже посао, а затим је новац који му је дат држао у сефу два месеца, пре него што га је вратио, тврдио је да је посао пропао. Капоне је стекао утисак да има посла са поштеним човеком. У овом тренутку, Лустиг је рекао Капонеу да је неуспешан посао значио да је изгубио све начине да се издржава. Затим је убедио Капонеа да му да 5.000 долара (1.000 долара, према другим изворима) да би „преживео“ и тако је узео Капонеу паре, као што је првобитно планирао.
Године 1930. Лустиг је ушао у партнерство са двојицом мушкараца из Небраске — фармацеутом Вилијамом Вотсоном и хемичаром Томом Шоом — да би спровео операцију фалсификовања великих размера. Вотс и Шо су угравирали плоче које ће се користити за штампање фалсификованих новчаница, док је Лустиг организовао круг курира за дистрибуцију фалсификата, обезбеђујући да се држе у мраку у вези са производњом фалсификата. Операција је успела да избаци хиљаде долара лажног новца у америчку економију сваког месеца у наредних пет година, иако је све већи износ који улази у оптицај на крају скренуо пажњу федералних агената. Када је Лустигова љубавница, Били Меј, сазнала да је вара са Шоовом младом љубавницом, одлучила је да се освети и анонимно је позвала савезне власти.
Десетог маја 1935. Лустиг је ухапшен у Њујорку и оптужен за фалсификовање. Иако је отворено признао учешће својих партнера у операцији, и сам је глумио незнање о томе. Међутим, показало се да је Лустигово одбијање да открије информације о кључу пронађеном у његовом поседу његова смртна пресуда, јер је касније откривено да је отворио ормарић на станици метроа Тајмс Сквер у коме се налазило 51.000 долара у фалсификованим новчаницама и таблицама на којима су биле одштампане.  Дан пре суђења, Лустиг је успео да побегне из Савезне затворске куће у Њујорку лажирајући болест и користећи направљен конопац да се попео из зграде, али је 27 дана касније поново ухваћен, у Питсбургу. Лустиг је на суђењу признао кривицу и осуђен је на петнаест година затвора на острву Алкатраз, у Калифорнији по првобитној оптужби, уз још пет година за бекство из затвора. Дана 9. марта 1947, Лустиг је добио упалу плућа и два дана касније је проглашен мртвим у Медицинском центру за савезне затворенике у Спрингфилду, Мисури. На умрлици је његово занимање наведено као трговачки шегрт.